# 蒲生踊魚
蒲生 踊魚（がもう ようぎょ、生没年不詳）とは、江戸時代の浮世絵師。

## 来歴
師系・経歴不明。踊魚、東魚と号す。寛政9年（1797年）刊行の『東海道名所図会 』巻之六に「蒲生踊魚」と落款した挿絵が見られ、「東魚」の印がある。